# Auf der Suche nach Oum Kulthum

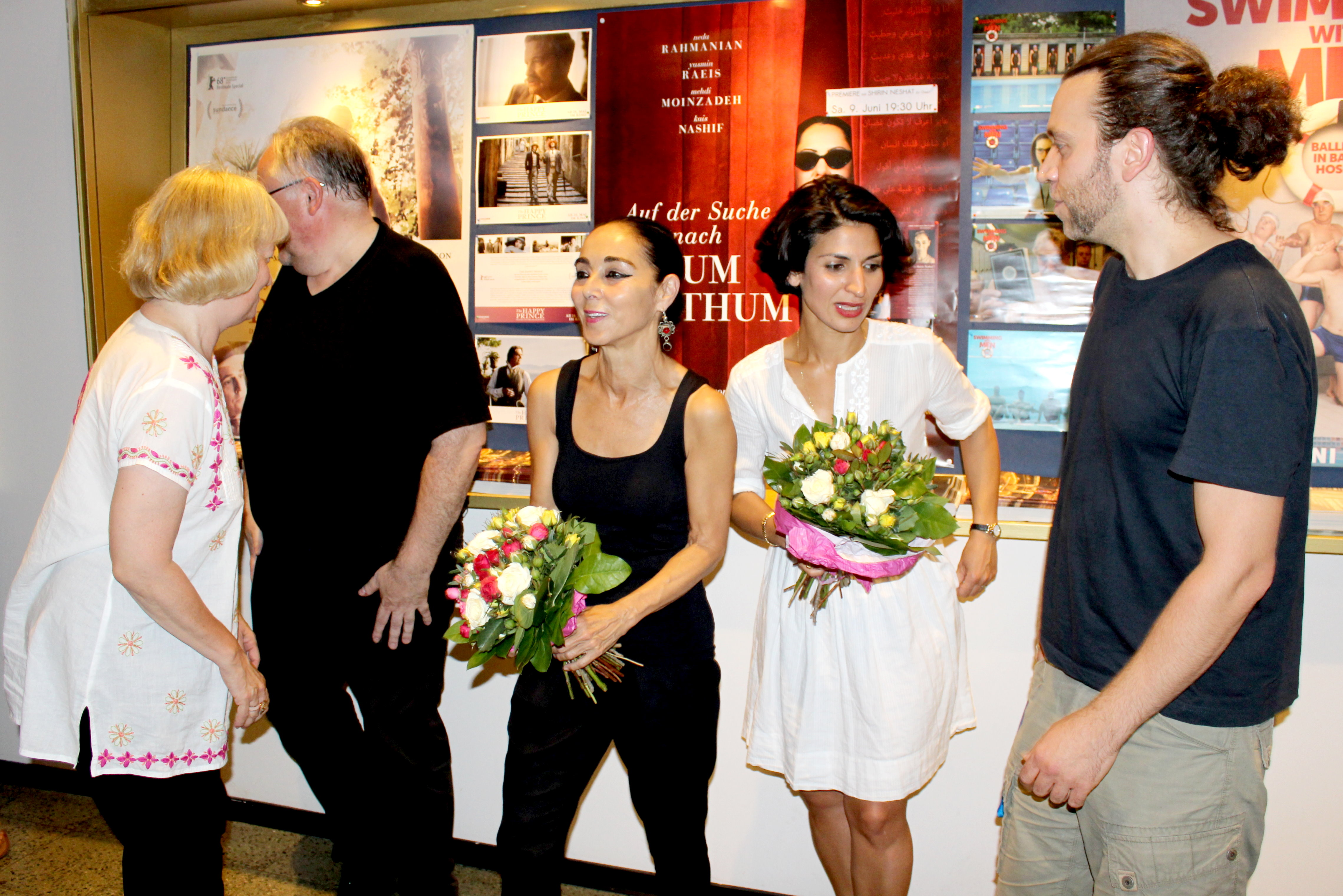
Metropol Düsseldorf, 2018

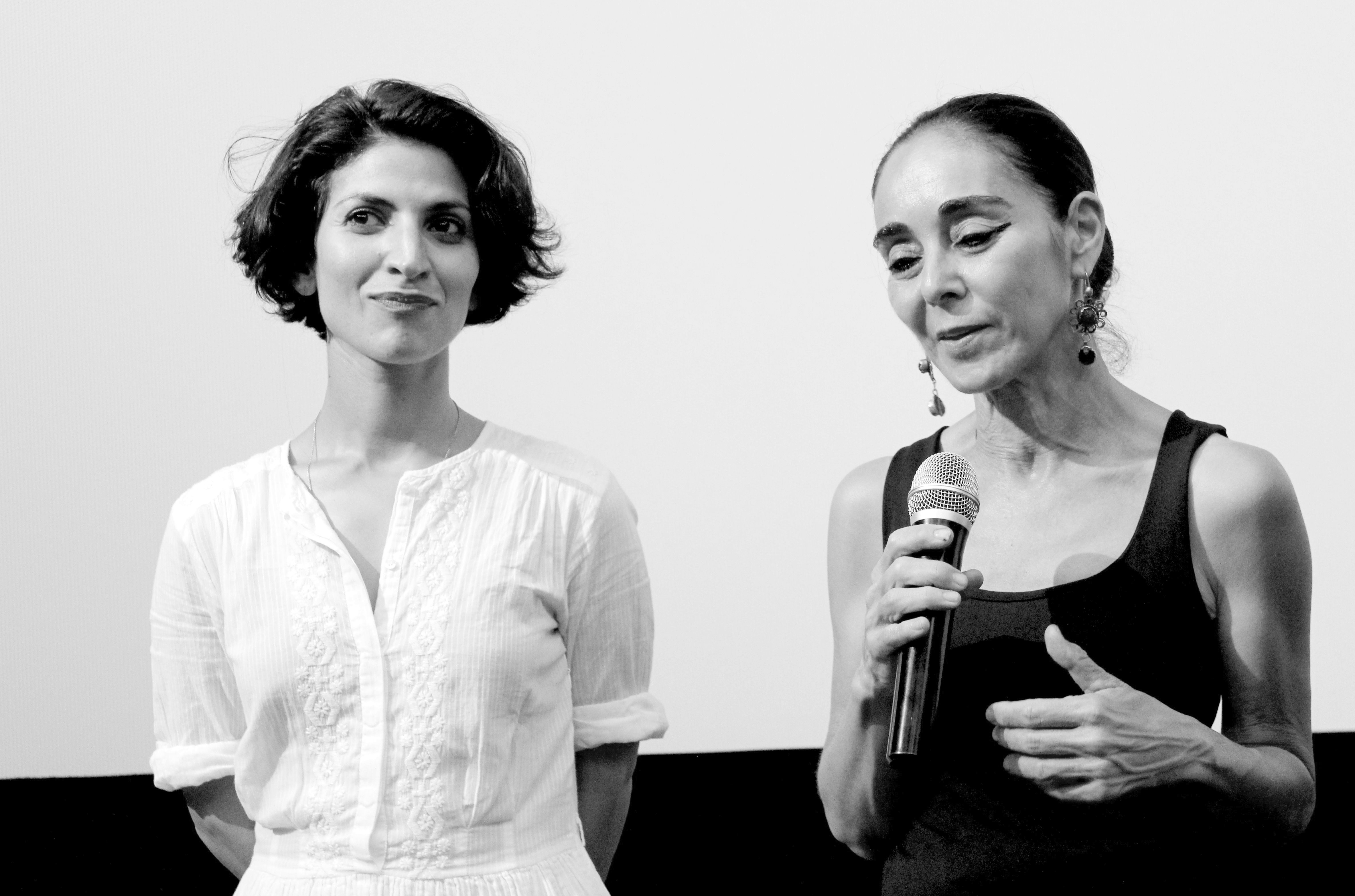
Neda Rahmanian (Hauptrolle), Shirin Neshat, rechts (Regie)

Auf der Suche nach Oum Kulthum (auch Looking for Oum Kulthum) ist eine deutsch-österreichisch-italienisch-marokkanische Koproduktion von Shirin Neshat aus dem Jahr 2017. Die Premiere des Spielfilmes erfolgte am 30. August 2017 im Rahmen der 74. Filmfestspiele von Venedig, wo der Film in die Sektion Giornate degli Autori eingeladen wurde. Der Kinostart erfolgte in Deutschland am 7. Juni 2018 und in Österreich am 15. Juni 2018.

## Handlung
Mitra ist eine ambitionierte iranische Künstlerin, Mutter und Ehefrau, die den Traum verfolgt, einen Film über die Sängerin Oum Kulthum zu drehen. Damit möchte sie jene Opfer und Anstrengungen erforschen, die den Erfolg von Kulthum in einer patriarchalen Gesellschaft ermöglicht haben. Dabei stößt sie selbst auf jene Probleme, die das Brechen mit Konventionen und Überschreiten von Grenzen mit sich bringen. Das plötzliche Verschwinden ihres Sohnes sowie die Komplexität der Aufgabe, den Mythos Oum Kulthum zu erfassen, treiben Mitra zu einem Zusammenbruch. Ghada, eine Schauspielerin und Sängerin, die die Rolle der Oum Kulthum in Mitras Film spielt, verhilft Mitra zu ihrem künstlerischen Durchbruch. Mitra erreicht im Ausland Ruhm und Erfolg, kann jedoch aufgrund ihrer Karriere nicht zu ihrer Familie in den Iran zurückkehren.

## Produktion
Die Dreharbeiten fanden von Oktober bis Dezember 2016 statt, gedreht wurde in Marokko und Wien. Unterstützt wurde der Film vom Österreichischen Filminstitut, dem Filmfonds Wien, Filmstandort Austria, dem Medienboard Berlin-Brandenburg, Federal Film Fund Morocco und DFI, beteiligt waren der ORF und die SNRT. Produziert wurde der Film von der deutschen Razor Film, Koproduzenten waren die österreichische coop99, die italienische Vivo Film und In Between Art Film sowie die marokkanische Agora Films. Für das Szenenbild zeichnete Erwin Prib verantwortlich, für das Kostümbild Mariano Tufano und für den Ton Claus Benischke-Lang. Bei dem Film handelt es sich um den zweiten Spielfilm von Shirin Neshat nach Women Without Men (2009).

## Festivals (Auswahl)
- Internationale Filmfestspiele von Venedig 2017 – Sektion Giornate degli Autori
- Toronto International Film Festival 2017 – Sektion Contemporary World Cinema
- Diagonale 2018[6]